# سارمنتوز (شیمی)
سارمنتوز (شیمی) (به انگلیسی: Sarmentose (chemistry)) با فرمول شیمیایی C7H14O4 یک ترکیب شیمیایی با شناسه پاب‌کم 39914 است. که جرم مولی آن ۱۶۲٫۱۸ گرم بر مول می‌باشد. 